# Brigitte Becue
Brigitte Becue (Ostenda, 18 settembre 1972) è un'ex nuotatrice belga.
Specializzata nella rana, ha partecipato alle Olimpiadi di Atlanta 1996.

## Biografia
Nel 2007, partecipa alla Dakar ottenendo un 10º posto nella classifica generale delle auto.

## Palmarès
- Mondiali

Roma 1994: bronzo nei 200m rana.
- Europei

Bonn 1989: argento nei 200m rana.
Sheffield 1993: oro nei 200m rana.
Vienna 1995: oro nei 100m rana e nei 200m rana e argento nei 200m misti.
Siviglia 1997: bronzo nei 100m rana e nei 200m rana.
Istanbul 1999: bronzo nei 100m rana.
Helsinki 2000: argento nella 4x100m misti.
- Europei in vasca corta

Sheffield 1998: oro 100m rana.
Lisbona 1999: oro nei 100m rana e bronzo nei 200m rana.
- Vincitrice della Coppa del Mondo di rana nel 1995, nel 1997 e nel 1998